# Erik van Bruggen
Erik van Bruggen (Texel, 23 december 1968 – Amsterdam, 14 februari 2020) was een Nederlands campagnestrateeg en lid van de Partij van de Arbeid.

## Biografie
Van Bruggen groeide op op Texel, waarover hij in 2017 een stuk schreef in het door hem en zijn broer Arnold samengestelde boek Dag lief fijn eiland. Hij studeerde geschiedenis aan de Universiteit van Amsterdam en was tijdens zijn studententijd betrokken bij de ASVA. Samen met medestudent Lennart Booij schreef hij een afstudeerscriptie over PvdA-politicus Anne Vondeling.
Door de toenmalige partijvoorzitter Felix Rottenberg werden Van Bruggen en Booij al tijdens hun studietijd bij de PvdA gehaald. Ze werkten onder andere mee aan het wekelijks fax- en mailtijdschrift Vlugschrift. In 1996 richtte het tweetal de politieke vernieuwingsbeweging Niet Nix op. In 1998 waren beiden betrokken bij de verkiezingscampagne van de PvdA voor de Tweede Kamerverkiezingen. Van Bruggen en Booij deden, gesteund door de landelijke partijtop, in 1999 een gezamenlijke gooi naar het partijvoorzitterschap van de PvdA, maar moesten het afleggen tegen Marijke van Hees.
Met Booij en Alex Klusman startte Van Bruggen in 2000 het reclame- en adviesbureau BKB (Booij, Klusman en Van Bruggen), dat campagnes maakt voor de overheid, het bedrijfsleven en maatschappelijke organisaties. Het bureau organiseerde onder andere samen met de gemeente Amsterdam een herdenkingsbijeenkomst voor Theo van Gogh, op de dag dat hij werd vermoord.
Van Bruggen was als adviseur actief betrokken bij diverse verkiezingscampagnes, waaronder die van Wouter Bos, Lodewijk Asscher en Pieter Hilhorst.
Van Bruggen overleed in februari 2020. Op 26 februari van dat jaar vond een herdenkingsbijeenkomst voor hem plaats in Paradiso in Amsterdam. Er waren 21 sprekers, onder wie Femke Halsema, Lodewijk Asscher, Leon Verdonschot, Jan Middendorp en (per videoverbinding) voormalig Amerikaans president Bill Clinton.